# Les Années du mur
Pour plus de détails, voir Fiche technique et Distribution.
Les Années du mur (titre original allemand : Das Versprechen, littéralement La Promesse) est un film franco-helvéto-allemand réalisé par Margarethe von Trotta, sorti en Allemagne en 1994 et en 1995 en France.
Pour ce film, la réalisatrice a reçu le Prix du Cinéma bavarois de la Meilleure réalisation.
Le film est un mélodrame sur l’échec des relations entre l’Allemagne de l’Est et l’Allemagne de l’Ouest.

## Synopsis
À Berlin, en 1961. Konrad et Sophie, deux jeunes étudiants amoureux vivant à Berlin-Est tentent de passer à l’Ouest par les égouts, peu après la construction du mur. Ils sont séparés lors de leur fuite, seule Sophie parvenant à passer à l'Ouest. Konrad est enrôlé dans l’armée puis suit des études scientifiques. Il souffre beaucoup de l'omniprésence de la Stasi. Les deux amoureux se retrouvent à Prague en 1968, lors du Printemps de Prague. Ils décident de vivre ensemble dans la capitale de la Tchécoslovaquie mais sont à nouveau séparés par l'invasion soviétique. Sophie attend un enfant de Konrad. Cet enfant leur permet de se rencontrer de loin en loin. Ils se marient tous les deux de leur côté, abandonnant l'espoir de vivre ensemble. Vingt-sept ans après leur séparation, Konrad et Sophie se retrouvent au milieu de Berlinois en liesse. Nous sommes le 9 novembre 1989.

## Fiche technique
- Titre français : Les Années du mur
- Titre original : Das Versprechen
- Réalisation : Margarethe von Trotta
- Scénario : Margarethe von Trotta, Peter Schneider
- Musique : Jürgen Knieper
- Directeur de la photographie : Franz Rath
- Production : Bioskop Film, Canal+, Odessa Films, Studio Babelsberg
- Pays d'origine :  Allemagne,  France,  Suisse
- Genre : drame, romance
- Durée : 115 minutes
- Date de sortie : 6 décembre 1995

## Distribution
- Eva Mattes : Barbara
- Meret Becker : Sophie jeune
- Corinna Harfouch : Sophie
- Monika Hansen : la mère de Sophie
- August Zirner (en) : Konrad
- Anian Zollner : Konrad jeune
- Jean-Yves Gautier : Gérard
- Otto Sander : Professeur Lorenz

## Analyse
Margarethe von Trotta excelle à traiter des sujets où l'histoire et la société pèsent sur les destins individuels. Pour ce film, elle a bénéficié de grands moyens, des studios de Babelsberg et de grands acteurs nationaux comme Corinna Harfouch, issue de la RDA. Le film se présente sous la forme d'une saga romanesque voulant traiter tous les aspects du sujet. Tous les types humains et politiques de la RDA, tous les événements ayant marqué vingt-huit années de l’histoire de l’Allemagne ont été rassemblés dans ce film.